# Espace Maurice Romanet
De Espace Maurice Romanet is een openbaar gebouw in het Franse skidorp Les Menuires, in de gemeente Les Belleville in het departement Savoie. Het gebouw heeft een open, bolvormige klokkentoren van ca. 60 meter hoog die het dorpsbeeld van Les Menuires bepaalt. Het gebouw bevindt zich aan de hoofdweg in de centrale wijk La Croisette en is gebouwd op een steile helling.
Het gebouw werd ontworpen door architect Yves de Preval en ruimtelijk ingeplant door architect Jacques Facy. Het werd in 2000 opgeleverd. De bouw ervan was controversieel, voornamelijk vanwege de kostprijs. In 2016 werd de polyvalente zaal, die ook dienstdoet als oecumenische gebedsruimte, gedecoreerd met een fresco van het alpiene boerenleven. 
De Espace Maurice Romanet werd vernoemd naar de lokale priester die midden 20e eeuw, samen met de burgemeester van Saint-Martin-de-Belleville, de bevolking overtuigde van het nut van een skidorp op hun grondgebied.